# 三村ゆうな
三村 ゆうな（みむら ゆうな、1990年12月12日 - ）は、日本の女優（元子役）、声優。旧芸名は三村 有己（読みは同じ）。大阪府出身。劇団ひまわり所属。

## 経歴
1990年代後半より子役としてドラマ等に出演。活動当初は「三村有己」名義だったが、1998年頃より現在の「三村ゆうな」に改名。
2000年代に入ってからは、洋画や海外ドラマの吹き替えやラジオドラマ等の声優業に軸足を移す。
2013年以降はアニメやゲームへの出演が多い。その一方で、舞台でも活躍している。

## 人物
趣味は羊毛フェルトを使った手作り。
ビールや日本酒が好きで、赤ワインが苦手。
「おもちくん」などの猫を数匹飼っている。
「ごっチャン」という犬も飼っていたが、2015年に16歳で死んでいる。

## 出演
太字はメインキャラクター。

### テレビアニメ
2002年
- ウミガメと少年（花子）

2007年
- 神霊狩/GHOST HOUND（女子生徒）

2013年
- アイカツ!（2013年 - 2016年、一ノ瀬かえで、中森小春、女子高生、弾正雅春）
- ガイストクラッシャー（2013年 - 2014年、知丹崎優）

2014年
- ハイキュー!!（女子バレー部員A）

2017年
- アイカツスターズ!（一ノ瀬かえで）

2018年
- ポチっと発明 ピカちんキット（2018年 - 2020年、パティ、女子高生、ダークパティ、子供、パチー）
- はねバド!（泉理子）
- カードファイト!! ヴァンガード（2018年 - 2020年、少年A / 男の子） - 2シリーズ

2019年
- モブサイコ100 シリーズ（2019年 - 2022年、ミキ、母、女生徒D、客A、人々A 他） - 2シリーズ
- ケムリクサ（りょう）
- 文豪ストレイドッグス（柚杏）
- アイカツオンパレード!（2019年 - 2020年、一ノ瀬かえで）

2020年
- 八男って、それはないでしょう!（ルイーゼ・ヨランデ・アウレリア・オーフェルヴェーク）

2021年
- SSSS.DYNAZENON（三流アイドル、女性アナウンサー、短大生β、TV番組ナレーションα、女性社員 他） - 2023年に劇場総集編公開
- うらみちお兄さん（子供、ネコ、おばさん、熊谷の母）
- 大正オトメ御伽話（ノラネコ、ハル、渥美綾太郎、看護師）
- ブルーピリオド（受付）

2022年
- 東京ミュウミュウ にゅ〜♡（2022年 - 2023年、女子高生、子供、チンチャ） - 2シリーズ
- 悪役令嬢なのでラスボスを飼ってみました（生徒、令嬢）
- 虫かぶり姫（ロナ）

2023年
- とんでもスキルで異世界放浪メシ（受付嬢）
- THE MARGINAL SERVICE（ニュース音声）
- カワイスギクライシス（いろは）
- AIの遺電子（女性患者A、クラスメイトC、喫茶店の店員、健全連A、TVアナウンサー）

2024年
- ぽんのみち（二人組の女の子）

### 劇場アニメ
- もも子、かえるの歌がきこえるよ。（2003年、児童たち）
- アイカツ！シリーズ（2014年 - 2023年、一ノ瀬かえで[17]） - 3作品[一覧 4]
- 劇場版 七つの大罪 光に呪われし者たち（2021年）
- 映画 しまじろう しまじろうとキラキラおうこくのおうじさま（2022年、パール王子[18]）

### Webアニメ
- ガンダムビルドダイバーズRe:RISE（2019年 - 2020年、マイヤ） - 2シリーズ
- 七つの大罪 怨嗟のエジンバラ（2022年、リセラ）
- T・Pぼん（2024年、息子）

### ゲーム
2012年
- アイカツ! シンデレラレッスン（一ノ瀬かえで）

2013年
- データカードダス アイカツ！（2013年 - 2016年、一ノ瀬かえで）
- アイカツ! 2人のmy princess（一ノ瀬かえで）
- ガイストクラッシャー（知丹崎優）

2014年
- アイカツ! 365日のアイドルデイズ（一ノ瀬かえで）
- アイドリズム（葛城天音）
- ガイストクラッシャー ゴッド（知丹崎優）
- DYNAMIC CHORD feat.[rêve parfait]（月野原永久）

2015年
- アイカツ! My No.1 Stage!（一ノ瀬かえで）

2016年
- アイカツ! フォトonステージ!!（2016年 - 2018年、一ノ瀬かえで）
- DYNAMIC CHORD feat.[rêve parfait] Append Disc（月野原永久）
- DYNAMIC CHORD feat.[rêve parfait] V edition（月野原永久）

2017年
- クイズRPG 魔法使いと黒猫のウィズ（2017年 - 2025年、ピースメア、コルティーナ）

2019年
- データカードダス アイカツオンパレード！（一ノ瀬かえで）

2020年
- 八男って、それはないでしょう!〜もう一人の転生者〜（ルイーゼ）

### ドラマCD
- TVアニメ/データカードダス『アイカツ!』&『アイカツスターズ!』スペシャルドラマCD（2018年、一ノ瀬かえで）
- 魔法使いと黒猫のウィズ 6th Anniversary Original Soundtrack 特典ドラマCD 『迷奏lawless』（2019年、妖精）

### ラジオドラマ
- FMシアター（NHK-FM放送）
  - 娘たちの庭（2000年9月16日）
  - シリーズ ロシア・ユーラシアの現代文学『大きな家の大いなる一日』（2003年9月27日）
  - シリーズ・南アフリカの現代文学『母から母へ』（2005年9月10日）
  - 光の廊下（2006年4月8日）
  - 夕凪の街 桜の国（2006年8月5日）
  - うそつきマーメイド（2008年8月2日）
- 特集オーディオドラマ『戦争童話集』（2002年8月10日 - 8月11日、NHK-FM放送）
- 青春アドベンチャー（NHK-FM放送）
  - 光の島（2003年7月21日- 8月1日）
  - 5つの贈りもの 第1話（2005年12月12日）
  - 一瞬の風になれ（2007年5月14日 - 5月25日）
  - ラジオの前で（2007年6月18日 - 6月29日）
  - 押入れのちよ（2007年9月10日 - 9月14日）
  - バスパニック（2008年7月7日 - 7月11日）

### 吹き替え

#### 担当女優
ダコタ・ファニング
- 宇宙戦争（レイチェル・フェリエ）
- TAKEN（アリー・キーズ）
- ハットしてキャット（サリー）

ヘイリー・スタインフェルド
- ディキンスン 〜若き女性詩人の憂鬱〜（エミリ・ディキンスン）
- トゥルー・グリット（マティ・ロス）
- ホークアイ（ケイト・ビショップ）※予告編

#### 映画
- インクハート/魔法の声（メギー・フォルチャート〈イライザ・ベネット〉）
- ウォーター・ホース（カースティ・マクマロウ〈プリヤンカ・シー〉）
- かいじゅうたちのいるところ（クレア〈ペピータ・エメリッチズ〉）
- がんばれ!ベアーズ ニュー・シーズン（アマンダ・ワーフリッツァー〈サミー・ケイン・クラフト〉）
- グエムル-漢江の怪物-（パク・ヒョンソ〈コ・アソン〉）
- クリスマスバケーション
- 結婚式の後で（ミレ）
- シャークボーイ&マグマガール 3-D（マリッサ / アイス・プリンセス〈サーシャ・ピーターズ〉）
- 12人のパパ
- 世界でいちばん不運で幸せな私（8歳のソフィー〈ジョゼフィーヌ・ルバ＝ジョリー〉）
- 先生はあきらめない 〜ロン・クラーク物語〜（シャミーカ）
- ソードフィッシュ ※日本テレビ版
- 抱きたいカンケイ（少女期のエマ・カーツマン〈ステファニー・スコット〉）
- ときめきサイエンス（デビー〈スザンヌ・シュナイダー〉）※BD版
- ナニー・マクフィーの魔法のステッキ
- バイオハザードII アポカリプス（アンジェラ・アシュフォード〈ソフィー・ヴァヴァサー〉）※ソフト版
- ハリー・ポッターシリーズ（ルーナ・ラブグッド〈イヴァナ・リンチ〉）
  - ハリー・ポッターと不死鳥の騎士団
  - ハリー・ポッターと謎のプリンス[29]
  - ハリー・ポッターと死の秘宝 PART1
  - ハリー・ポッターと死の秘宝 PART2
- ピーター・パン（タイガー・リリー〈カースン・グレイ〉）
- ほえる犬は噛まない
- ヤング・ブラック・スタリオン（ニーラ〈ビアナ・タミミ〉[30]）
- ラブリーボーン（リンジー・サーモン〈ローズ・マクアイヴァー〉）

#### ドラマ
- イ・サン
- WITHOUT A TRACE/FBI 失踪者を追え!（ブランディー）
- 宮廷女官チャングムの誓い
- 善徳女王（少女期のトンマン〈ナム・ジヒョン〉）
- 太王四神記（子供時代のスジニ〈シム・ウンギョン〉）
- 朱蒙 -チュモン- Prince of the Legend（ピョリハ）
- ホテル・バビロン（カリスタ）
- HAWAII FIVE-0（サマンサ・グローヴァー〈ペイジュ・ハード〉）
- マイ・スイート・メモリーズ（グレイス・マッキー〈メイ・ホイットマン〉）

#### アニメ
- リロ・アンド・スティッチ（2003年）
- スティッチ!ザ・ムービー（2004年）
- ポーラー・エクスプレス（2004年、ヒーロー・ガール）
- ボルト（2009年）
- コララインとボタンの魔女 3D（2010年、背の高い女の幽霊）

### テレビドラマ
三村有己 名義
- 警視庁鑑識課2（1996年12月3日、日本テレビ）
- ストーカー・誘う女（1997年、TBS） - 森田未久 役
- ふぞろいの林檎たちIV（1997年、TBS） - 西寺香織 役
- 番茶も出花（1997年、TBS）[31]

三村ゆうな 名義
- お江戸でござる
- 月曜ドラマスペシャル「女子刑務所東三号棟 私が出逢った史上最悪の女」（1998年6月29日、TBS）[32]
- ハッピーマニア 第7話（1998年8月19日、フジテレビ）
- 魔女の条件 第6話（1999年5月13日、TBS）[33]
- 金曜エンタテイメント「告知 最愛の妻の末期ガンから死…」（1999年12月17日、フジテレビ）[34]
- おばあちゃま、壊れちゃったの?（2000年、テレビ朝日） - 小田島未希 役
- 大好き!五つ子2（2000年、TBS）
- 火曜サスペンス劇場「孤独な果実」（2000年11月28日、日本テレビ）[35]
- はみだし刑事情熱系PART5 第16話（2001年1月31日、テレビ朝日）[36]
- ガッコの先生（2001年、TBS） - 横山唯 役
- 新マチベン 〜オトナの出番〜 第2話（2007年、NHK）[37]

### CM
- フィナンシャル・ワン
- 公文式

### テレビ番組
- 踊る!さんま御殿!!（日本テレビ） - 再現VTR出演（2014年6月24日[38][39]、2017年6月27日[40]）

### 舞台
- お入学（1998年、芸術座） - 香山桃 役[41]
- 劇団ひまわり Smash公演『影をなくした娘』（2016年2月4日 - 7日、シアター代官山） - 主演・ラモーナ（月） 役[42][43]
- 劇団ひまわり Smash公演『友達』（2016年9月17日 - 19日、シアター代官山） - 長女 役[44]
- 劇団ひまわり Smash音楽劇『御手洗さん』（2017年4月6日 - 9日、シアター代官山） - 主演・御手洗アイ子 役[45][46]
- CoventGardenClub 『ご相席シーズン3 長月』（2018年9月29日、マイスペース明大前）[47][48]

### イベント
- アイカツ!シリーズ 5th フェスティバル!! DAY2（2018年9月9日、幕張メッセイベントホール）
- ケムリクサ スペシャルイベント（2019年7月20日、なかのZERO大ホール）[49]

### その他
- 地球ドラマチック「ハリー・ポッターと魔法の世界」（ボイスオーバー）

## ディスコグラフィ

### キャラクターソング
| 発売日  | 商品名                                                 | 歌                                                           | 楽曲                                                   | 備考                             |
| 2019年  | 2019年                                                 | 2019年                                                       | 2019年                                                 | 2019年                           |
| ------- | ------------------------------------------------------ | ------------------------------------------------------------ | ------------------------------------------------------ | -------------------------------- |
| 8月21日 | TVアニメ『ケムリクサ』ミュージックコレクションアルバム | りょう（三村ゆうな）、りく（天沢カンナ）、りょく（関根明良） | 「INDETERMINATE UNIVERSE（りょう・りく・りょく.ver）」 | テレビアニメ『ケムリクサ』関連曲 |

### シリーズ一覧
1. ↑  中・高校生編（2018年）、『外伝 イフ-if-』（2020年）
2. ↑  第2期『II』（2019年）、第3期『III』（2022年）
3. ↑  第1期（2022年）、第2期（2023年）
4. ↑  『劇場版 アイカツ！』（2014年）、『ねらわれた魔法のアイカツ！カード』（2016年）、『10th STORY ～未来へのSTARWAY～』（2022年 - 2023年）